# Franz Rosenthal
Franz Rosenthal (Berlino, 31 agosto 1914 – New Haven, Connecticut, 8 aprile 2003) è stato un orientalista tedesco, "Louis M. Rabinowitz professor of Semitic Languages" a Yale dal 1956 al 1967 e Sterling Professor ed Emeritus di Arabo, studioso di Letteratura araba e cultura islamica a Yale dal 1967 al 1985.

## Biografia
Rosenthal nacque da una famiglia ebraica tedesca, secondo figlio di Kurt W. Rosenthal, un ricco commerciante, e di Elsa Rosenthal (nata Kirschstein). Entrò nell'Università di Berlino nel 1932, dove studiò lingue e civiltà classiche e orientali. Suoi docenti furono Carl Heinrich Becker (1876–1933), Richard Rudolf Walzer (1900–75) e Hans Heinrich Schaeder (1896–1957). Ottenne il suo Ph.D. nel 1935 con una dissertazione, sotto la guida di Schaeder, sulle iscrizioni epigrafiche palmirene (Die Sprache der Palmyränischen Inschriften).
Dopo aver insegnato un anno a Firenze, divenne assistente universitario nella Lehranstalt (in precedenza Hochschule ) für die Wissenschaft des Judentums, un seminario rabbinico a Berlino. Nel 1938 completò i suoi studi di Aramaico, che gli valsero la Medaglia e il Premio Lidzbarski concesso dalla Deutsche Morgenländische Gesellschaft. L'ammontare monetario del premio gli fu negato perché ebreo, anche se, per iniziativa di Schaeder, gli fu consegnata in premio una medaglia d'oro per compensare quella perdita subita.
Poco dopo l'infame Kristallnacht, Rosenthal lasciò la Germania nel dicembre del 1938 alla volta della Svezia, dove era stato invitato grazie ai buoni uffici dello storico delle religioni svedese H.S. Nyberg (1889–1974). Da lì si recò poi nel Regno Unito, in cui giunse nell'aprile 1939, e infine approdò negli Stati Uniti nel 1940, avendo ricevuto un invito a raggiungere la Facoltà dell'Hebrew Union College (HUC) di Cincinnati (Ohio). Divenne cittadino statunitense nel 1943 e durante la guerra lavorò per le traduzioni dall'arabo per conto dell'Office of Strategic Services di Washington, D.C. L'anno seguente tornò nel mondo accademico, dapprima nel HUC e nel 1948 nella University of Pennsylvania. Nel 1956, fu nominato "Louis M. Rabinowitz Professor of Semitic Languages" a Yale. Divenne poi Sterling Professor nel 1967 ed Emeritus nel 1985.
Il professor Rosenthal è stato uno studioso prolifico e di altissimo rilievo che ha contribuito notevolmente agli studi critici arabi negli USA. Le sue pubblicazioni vanno dalla nota monografia Humor in Early Islam alla traduzione commentata in tre volumi della Muqaddima di Ibn Khaldun e a una Grammar of Biblical Aramaic. Per il capolavoro di Ibn Khaldun viaggiò verso Istanbul per studiarvi i relativi manoscritti lì conservati, tra cui la copia autografa di Ibn Khaldun. La sua History of Muslim Historiography del 1952 fu il primo studio su tale soggetto di capitale rilevanza. Scrisse numerosi contributi di alto profilo sul tema della cultura islamica, incluso The Muslim Concept of Freedom, The Classical Heritage in Islam, The Herb: Hashish versus Medieval Muslim Society, Gambling in Islam, On Suicide in Islam e Complaint and Hope in Medieval Islam, cui si devono affiancare i tre volumi che ospitano suoi saggi e i due volumi di traduzioni dell'opera storica dell'annalista medievale musulmano Muhammad ibn Jarir al-Tabari, Knowledge Triumphant: The Concept of Knowledge in Medieval Islam (Leiden: E.J. Brill, 1970). Rosenthal continuò a pubblicare lavori in tedesco e in inglese, leggendo con regolarità anche i lavori in italiano: lingua che conosceva bene in virtù del suo giovanile soggiorno a Firenze. I suoi libri sono stati tradotti in arabo, russo e turco.

## Opere e contributi
- "Sweeter Than Hope": Complaint and Hope in Medieval Islam, 1983
- "Humor in Early Islam" (1956)- A monograph
- The Classical Heritage in Islam, 1994
- The Muqaddimah: An Introduction to History  1967 (translation of the History ) The first complete translation in English of Introduction to the History of the World by 14th century Islamic scholar and statesman Ibn Khaldun
- Knowledge Triumphant: The Concept of Knowledge in Medieval Islam, 1970
- A Grammar of Biblical Aramaic, 1961
- General Introduction, And, From the Creation to the Flood, translation of the History of Ṭabarī, 1985
- An Aramaic handbook, 1967
- The Muslim Concept of Freedom Prior to the Nineteenth Century, 1960

## Premi e riconoscimenti
Presidente della American Oriental Society